# Büro Schweiz
Das Büro Schweiz gehört zum Feldpostdienst der Schweizer Armee, welcher wiederum der Logistikbasis der Armee unterstellt ist.
Es wurde geschaffen um die Verbindung zwischen Zivilbevölkerung und der Truppe sicherzustellen.
Da die Soldaten oft weit ab im Gebirge oder in geheimen Anlagen Dienst leisten, ist es nicht immer einfach für Angehörige, mit ihnen zum Beispiel in Notfällen Kontakt aufzunehmen. Für ein Auffinden ist lediglich der Name, Vorname (wenn möglich noch Grad und Truppengattung) nötig.
Im Büro Schweiz erhält man Auskunft während 24 Stunden über:
- Standorte und Telefonnummern von Truppen im Dienst, oder der Angehörigen der Armee (AdA) wird via Büro Schweiz aufgefordert den Suchenden zu kontaktieren. Dieses Vorgehen wird immer dann angewendet, wenn der Aufenthaltsort des AdA als vertraulich oder geheim klassifiziert ist.
- die für ins Feld adressierten Sendungen benötigten Militärleitzahlen (MLZ), siehe auch Feldpost der Schweizer Armee
- Telefonnummern von Waffen- und Schiessplätzen, Bundesämtern, Militärdirektionen, Sektionschefs etc. oder soweit möglich, Auskunft über allgemeine Fragen im Zusammenhang mit der Schweizer Armee